# Drosophila cuauhtemoci
Drosophila cuauhtemoci är en tvåvingeart som beskrevs av Felix och Theodosius Dobzhansky 1976. Drosophila cuauhtemoci ingår i släktet Drosophila och familjen daggflugor.
Artens utbredningsområde är centrala Mexiko.